# Сергиевка 2-я (Знаменский район)
Сергиевка 2-я — упразднённая в 1975 году деревня в Знаменском районе Тамбовской области. Входила в состав Покрово-Марфинского сельсовета, включена в состав деревни Сергиевка.
С 1861 по 1928 год деревня входила в состав Покровско-Марфинской волости 4-го стана Тамбовского уезда. С 1928 по 1959 год — в Покрово-Марфинский сельсовет Покрово-Марфинского района.

## География
Находилась к югу от села Покрово-Марфино, в конце Сергиевского пруда. Фактически часть деревни Сергиевки.

## Топоним
Известна также как Житово.

## История
Деревня упоминается, как сельцо в X ревизии, тогда в 1856 году деревня насчитывала 10 крестьянских дворов с населением ж. п. 38, м. п. 45, всего 83 жителя. Принадлежала Надежде Ивановной Житовой.
В 1860 году помещику села Новоникольского коллежскому советнику Фёдору Ивановичу Житову (1788 г.р) в Сергиевке принадлежало: 1 двор с 2 крепостными крестьянами и 11 дворовых.
Список населённых мест Тамбовской губернии по сведениям 1862 года описывает деревню 2-я Сергиевка Тамбовского уезда 4-го стана, по правую сторону Воронежского транспортного тракта на г. Усмань, при пруде. Число дворов - 19, население женского пола - 91, женского - 87. Имелся один овчарный завод.
В 1884 году, согласно подворной переписи деревня насчитывала 18 крестьянских дворов (из них 7 аршинных - 5, 8 арш. - 12, 9 арш. - 9), ж.п. 65, м.п. 65, всего 143 жителя, из них 5 грамотных мужчин. Бывшие владельцы - жена штабс-капитана Прасковья Павловна Жуковская (урожд. Слепнева) и поручик Константин Павлович Слепнев (1834-1893).
В 1898 году деревня насчитывала 140 жителей.
Деревня Сергиевка 2-я упоминается в епархиальных сведениях 1911 года по церковному приходу села Покрово-Марфино.
Во время выборов в Учредительное собрание (с 12 по 14 ноября 1917 г.) 2-я Сергиевка вместе со 1-й, Дмитриевкой и Ивановкой относились к 4-му избирательному округу Покровско-Марфинской волости. Центром этого округа, где принимались и считались голоса была д. Ивановка. В итоге в избирательный список от 2-й Сергиевки было занесено 105 избирателей. Всего проголосовало 97. Тем самым, явка составила 82,95%.
По данным Всесоюзной переписи 1926 года деревня насчитывала 34 домохозяйств, с населением женского пола — 88, мужского — 82, всего 170 жителей.
Решением исполкома областного Совета от 11 февраля 1975 г. № 91 объединена с деревней 1-й Сергиевкой и исключена из перечня населённых пунктов области.

## Население
Согласно епархиальным сведениях 1911 года в 24 дворах проживало 163 человека, из них мужчин — 83, женщин — 80.  Лиц, владеющих наделами - 33.
В 1932 году — 218 жителей.

## Инфраструктура
Личное подсобное хозяйство.

## Транспорт
Просёлочная дорога.